# 사회 계급

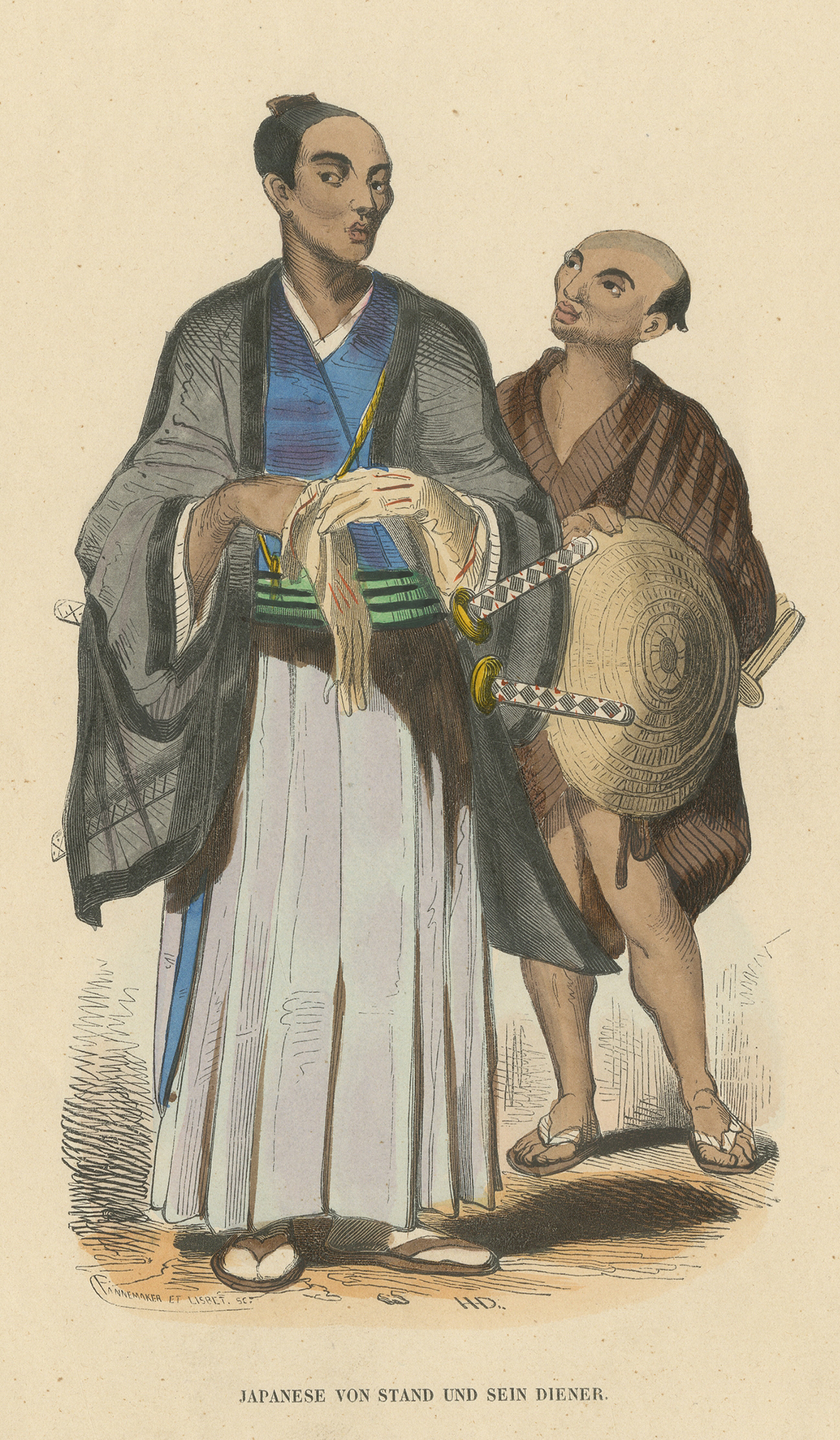
앤티크 프린트 제목 일본어 von Stand und sein Diener. 영어 번역: 일본 귀족과 그의 하인. 의복과 카타나는 귀족이 사무라이였음을 나타낸다. 1845-1847 년 출판. 작가는 아돌프 프랑수아 판느메이커(Adolphe François Pannemaker)이다. 1845년경에 제작되었다.

사회 계급 또는 사회 계층은 사람들을 계층적 사회 범주로 그룹화하는 것으로, 가장 일반적인 것은 노동 계급, 중산층 및 상류층이다. 예를 들어, 사회 계층의 구성원은 교육, 부, 직업, 소득 및 특정 하위 문화 또는 사회 연결망에 대한 소속에 따라 달라질 수 있다.
계급은 사회학자, 정치학자, 인류학자 및 사회사학자의 분석 대상이다. 이 용어는 때때로 상충되는 다양한 의미를 가지고 있으며 클래스 정의에 대한 광범위한 합의가 없다. 어떤 사람들은 사회적 이동성으로 인해 계급 경계가 존재하지 않는다고 주장한다. 일반적인 용어로, 사회 계급이라는 용어는 일반적으로 사회 경제적 계급과 동의어이며, "노동 계급, 신흥 직업 계급"등과 같이 "동일한 사회적, 경제적, 문화적, 정치적 또는 교육적 지위를 가진 사람들"로 정의됩니다 . 그러나 학자들은 사회 계급을 사회 경제적 지위와 구별합니다전자는 상대적으로 안정된 문화적 배경을 나타내고 후자는 시간이 지남에 따라 더 변화할 수 있는 현재의 사회적, 경제적 상황을 나타낸다.
사회의 사회 계급을 결정하는 것에 대한 정확한 측정은 시간이 지남에 따라 다양했다. 칼 마르크스(Karl Marx)는 계급을 생산수단과의 관계(생산관계)로 정의했다. 현대 자본주의 사회의 계급에 대한 그의 이해는 프롤레타리아트는 일하지만 생산수단을 소유하지 않으며, 프롤레타리아트의 생산수단 운영에 의해 창출된 잉여를 투자하고 그것으로 살아가는 부르주아지는 전혀 일하지 않는다는 것이다. 이는 사회학자 막스 베버(Max Weber)가 경제적 지위에 의해 결정되는 계급과 단순한 생산관계가 아닌 사회적 명성에 의해 결정되는 사회적 지위(Stand)를 대조한 견해와 대조된다.  계급이라는 용어는 어원 적으로 라틴어 classis 에서 파생 된 것으로, 인구 조사원이 병역 의무를 결정하기 위해 시민을 부로 분류하는 데 사용했다.
18세기 후반에 계급이라는 용어는 사회를 계층 적 구분으로 조직하는 주요 수단으로 재산, 계급 및 명령과 같은 분류를 대체하기 시작했다. 이것은 유전적 특성에 기인하는 중요성의 일반적인 감소와 사회 계층에서의 위치 지표로서의 부와 소득의 중요성의 증가에 해당한다.
사회 계급의 존재는 역사적이든 현대적이든 많은 사회에서 다양한 정도로 정상적인 것으로 간주된다. 사회 계급을 가진 모든 시스템이 동일한 것은 아니며, 오히려 해당 사회의 각 문화를 반영하는 실질적인 방식으로 서로 다를 수 있으며, 때로는 사회 계급의 공통된 창조 만 가질 수 있다는 점에 유의하는 것이 중요하다.

## 역사

### 고대 이집트
계급 제도의 존재는 고대 이집트 시대로 거슬러 올라가며, 엘리트의 지위는 문맹 퇴치로 특징 지어졌다.  부유한 사람들은 사회 질서의 최상위에 있었고 평민과 노예는 최하위에 있었다. 그러나 수업은 엄격하지 않았다. 미천한 출신의 사람도 높은 지위에 오를 수 있었다.
고대 이집트인들은 모든 사회 계층의 사람들을 포함하여 남자와 여자를 법 앞에 본질적으로 평등하게 여겼으며, 심지어 가장 비천한 농부도 고관과 그의 궁정에 시정을 청원할 권리가 있었다.

농민이 인구의 대부분을 차지했지만 농산물은 토지를 소유한 국가, 사원 또는 귀족 가문이 직접 소유했다. 농부들은 또한 노동세의 대상이 되었고 코르베 시스템에서 관개 또는 건설 프로젝트에 참여해야 했다. 예술가와 장인은 농부보다 지위가 높았지만, 그들은 또한 국가의 통제를 받았고, 사원에 딸린 상점에서 일하고 국고에서 직접 급여를 받았다. 서기관과 관리들은 고대 이집트에서 상류층을 형성했는데, 그들의 계급의 표시로 사용되었던 표백된 아마포 의복과 관련하여 "흰 킬트 계급"으로 알려져 있다. 상류층은 예술과 문학에서 자신의 사회적 지위를 두드러지게 과시했다. 귀족 아래에는 사제, 의사, 기술자가 있었는데, 이들은 해당 분야에서 전문 교육을 받았다. 오늘날 이해되는 노예 제도가 고대 이집트에 존재했는지 여부는 불분명한다. 저자마다 의견이 다르다. 
이집트인들 중 단 한 명도, 우리의 의미에서 자유롭지 못했다. 어떤 개인도 살아 계신 신으로 절정에 달한 권위의 위계질서에 의문을 제기할 수 없었다.

— 에밀 뒤르켐(Emile Durkheim)
노예는 대부분 계약 하인으로 사용되었지만 노예를 사고 팔 수 있었고 자유나 귀족이 되기 위해 일할 수 있었고 일반적으로 직장에서 의사의 치료를 받았다.

### 다른 곳
고대 그리스에서는 씨족 제도가 쇠퇴하고 있었다. 계급은 씨족 사회가 너무 작아서 증가하는 인구의 필요를 감당할 수 없게 되었을 때 씨족 사회를 대체했다. 노동의 분업은 계급의 성장에도 필수적이다.
역사적으로 사회 계급과 행동은 법으로 규정되어 있었다. 예를 들어, 일부 시대와 장소에서 허용되는 의복 방식은 엄격하게 규제되어 사회와 귀족의 고위층에게만 호화로운 옷차림을 한 반면, 호화로운 법은 개인의 사회적 지위와 지위에 적합한 의복과 장신구를 규정했다. 유럽에서는 중세 시대에 이러한 법이 점점 더 보편화되었다. 그러나 이러한 법은 사회적 변화로 인해 변경되기 쉬웠으며 많은 경우 로마 공화국 말기에 귀족과 평민의 구분이 거의 지워지는 것과 같이 이러한 구분이 거의 사라질 수 있다.
Jean-Jacques Rousseau는 불평등과 계급에 대한 그의 견해 때문에 프랑스 혁명의 정치적 이상에 큰 영향을 미쳤다. 루소는 인간을 "선천적으로 순수하고 선한 존재"로 보았는데, 이는 인간은 태어날 때부터 무죄한 존재로 여겨졌으며 모든 악함은 학습되었다는 것을 의미한다. 그는 사회의 발전을 통해 사회 문제가 발생하고 인간의 타고난 순수성을 억압한다고 믿었다. 그는 또한 사유재산이 재산의 가치를 통해 불평등을 야기하기 때문에 사유재산이 사회 문제의 주요 원인이라고 믿었다. 그의 이론은 사유 재산이 없다면 평등이 널리 퍼질 것이라고 예측했지만, 루소는 사회를 바라보고 운영하는 방식 때문에 사회적 불평등이 항상 존재한다는 것을 받아들였다.
후기 계몽주의 사상가들은 불평등을 사회의 발전과 번영에 가치 있고 결정적인 것으로 보았다. 그들은 또한 사유재산이 궁극적으로 불평등을 야기할 것이라는 점을 인정했는데, 그 이유는 사적 소유의 특정 자원이 저장될 수 있고 소유자들이 자원의 결핍으로부터 이익을 얻기 때문이다. 이것은 이 사상가들이 필요하다고 생각했던 계급들 사이의 경쟁을 야기할 수 있다.  이것은 또한 계급 간의 계층화를 만들어 낮은 가난한 계급과 더 높은 부유한 계급 사이에 뚜렷한 차이를 유지한다.
인도(↑), 네팔(↑), 스리랑카(↑) 및 일부 토착민들은 오늘날에도 사회 계급을 유지하고 있다.
계급 사회에서 계급 갈등은 사회학적, 인류학적 관점에 따라 재발하거나 진행 중이다.  계급 사회가 항상 존재했던 것은 아니다. 다양한 유형의 계급 공동체가 존재해 왔다.  예를 들어, 자본이 아닌 나이에 기반한 사회.  식민주의 기간 동안 사회적 관계는 무력에 의해 해체되었고, 이는 임금 노동, 사유 재산 및 자본의 사회적 범주에 기반한 사회를 낳았다.

## 계급 사회
계급 사회 또는 계급 기반 사회는 재산, 생산 수단 및 부의 소유가 권력 분배의 결정 요인 인 조직 원리 사회로, 더 많은 재산과 부를 가진 사람들이 사회에서 더 높은 계층화되고 생산 수단에 접근 할 수없고 부가없는 사람들이 사회에서 더 낮은 계층화된다. 계급 사회에서 사람들은 적어도 암묵적으로 뚜렷한 사회 계층으로 나뉘며, 일반적으로 사회 계급 또는 카스트라고 불린다. 계급 사회의 본질은 사회학적 연구의 문제이다.  계급 사회는 산업화된 국가와 개발도상국 모두에서 전 세계에 존재한다.  계급 계층화는 자본주의에서 직접 비롯된 것으로 이론화된다.  여론의 관점에서 스웨덴 설문 조사에서 10명 중 9명은 자신이 계급 사회에 살고 있는 것이 옳다고 생각했다.

### 비교 사회학 연구
예를 들어 지니 계수, 사실상의 교육 기회, 실업 및 문화의 비교를 사용하여 계급 사회를 연구하기 위해 비교 방법을 사용할 수 있다.

### 인구에 미치는 영향
계급 차이가 큰 사회에서는 불안 및 우울증 증상과 같은 정신 건강 문제로 고통받는 사람들의 비율이 더 높다.  일련의 과학적 연구가 이 관계를 입증했다. 통계는 이 주장을 뒷받침하며 결과는 기대 수명과 전반적인 건강에서 발견된다. 예를 들어, 스톡홀름 교외 두 곳 사이의 기대 수명 차이가 큰 경우이다. Vårby gård 역 근처에 사는 가난하고 교육 수준이 낮은 주민들과 Danderyd 근처에 사는 고등 교육을 받고 더 부유한 주민들의 기대 수명은 18년 차이가 난다.
기대 수명, 1인당 평균 소득, 소득 분포, 가난하게 자란 사람들의 중간 소득 이동성, 학사 학위 이상의 지분에 대해서도 뉴욕에 대한 유사한 데이터를 사용할 수 있다.
계급 사회에서 하층 계급은 체계적으로 낮은 수준의 교육과 보살핌을 받는다.  상류층 사람들이 하류층 인구의 일부를 적극적으로 악마화하는 더 노골적인 효과가 있다.

## 무산 계급
자본주의 사회에 있어서는 부르주아 이외의 여러 계급은 본래 하층계급이라고 할 수 있지만 그 중에서도 생활이 불안정하며 빈곤에 허덕이고 있는 사람들에 대해서 그 사회적인 지위를 표현하는 경우에 특히 무산 계급이라 한다. 무산 계급에 속하는 사람들의 직업은 극히 다양해서 영세기업노동자·일고(日雇) 임시노동자·가내노동자·내직(內職)노동자를 비롯하여 행상·노천상·직인 등 일반적으로 사회적 지위가 낮은 직업에 종사하는 자를 광범하게 포함하고 있다. 그러나 그들에게 공통적인 점은 어느 것이나 극히 불안정한 취업상태이고 또 소득이 낮고 빈곤한 생활을 할 수 없이 영위하고 있는 점이다. 따라서 일거리를 가지고 있다고 해도 실질적으로는 실업자이고 상대적 과잉인구에 지나지 않는다. 또 그들의 생활은 건강한 일상생활을 영위하기 위한 최저생활비마저 보장되어 있지 않는 경우가 많고, 때로는 육체적인 능률을 유지하는데 필요한 최저생존비마저 보장되지 않는다. 이러한 생활상태가 장기간 계속되는 경우 그들은 육체적으로도 정신적으로도 황폐하여, 결국에는 노동에 의한 착실한 생활을 영위하는 의욕마저 잃어버리고 말아 타인의 도움에만 의존하는 피구호적 궁민(窮民, 룸펜 프롤레타리아)의 세계에 침전해버리고 만다. 무산 계급에 속하는 거의 대부분의 사람들은 그들이 의식하고 있건 없건 간에 관계없이 객관적으로 이러한 과정 가운데 놓여 있는 것이다. 그들 중 많은 사람에게는 당연히 사회보장의 손길이 뻗치지 않으면 안된다.

## 이론적 모델
사회 계급의 정의는 인류학, 경제학, 심리학 및 사회학에 의해 알려진, 여러 사회학적 관점을 반영한다. 역사적으로 주요 관점은 마르크스주의와 구조적 기능주의였다. 계급의 공통 계층 모델은 사회를 노동 계급, 중산층 및 상류층의 단순한 계층으로 나눈다. 학계 내에서는 두 가지 광범위한 정의 학파가 등장하는데, 하나는 계급 사회에 대한 20세기의 사회학적 계층 모델과 일치하고, 다른 하나는 마르크스주의자들과 아나키스트들의 19세기 역사적 유물론적 경제 모델과 일치한다.
마르크스주의와 베버주의 전통과 같은 사회 계급의 분석적 개념과 사회 구조의 특정 이론을 반드시 암시하지 않고 소득, 교육 및 부의 상관 관계를 사회적 결과와 주목하는 사회 경제적 지위 접근법과 같은보다 경험적인 전통 사이에 또 다른 구별이 있다.

### 마르크스주의
본문: 마르크스주의 이론과 공산주의 사회의 계급
"[계급들은] 역사적으로 결정된 사회적 생산 체계에서 그들이 차지하는 위치, 생산수단과의 관계(대부분의 경우 법으로 고정되고 공식화된), 노동의 사회적 조직에서의 그들의 역할에 의해, 그리고 결과적으로 그들이 처분하는 사회적 부의 몫과 그것을 획득하는 방식에 따라 서로 다른 큰 집단들이다."
마르크스에게 계급은 객관적 요인과 주관적 요인의 조합이다. 객관적으로 볼 때, 계급은 생산수단과 공통의 관계를 공유한다. 계급사회 자체는 자본의 준(準)객관적 개념을 생성하는 "상호 연결된 운동"에 대한 집합적 현상으로 이해된다.  주관적으로, 구성원들은 필연적으로 그들의 유사성과 공통 관심사에 대해 어느 정도의 인식("계급 의식")을 가질 것이다. 계급의식은 단순히 자신의 계급적 이해관계에 대한 인식이 아니라 사회가 법적, 문화적, 사회적, 정치적으로 어떻게 조직되어야 하는지에 대한 일련의 공유된 견해이기도 하다. 이러한 계급 관계는 시간이 지남에 따라 재생산된다.
맑스주의 이론에서 자본주의적 생산양식의 계급구조는 두 개의 주요 계급, 즉 부르주아지, 생산수단을 소유한 자본가, 그리고 자신의 노동력(임금노동)을 팔아야 하는 훨씬 더 큰 프롤레타리아트(또는 "노동계급") 사이의 갈등으로 특징지어진다. 이것이 노동과 소유의 근본적인 경제 구조이며, 문화적 이데올로기를 통해 정상화되고 재생산되는 불평등의 상태이다.
마르크스주의자들에게는, 생산 과정에 있는 모든 사람들은 개별적인 사회적 관계와 쟁점들을 가지고 있다. 이와 함께 모든 사람은 그룹마다 크게 다를 수 있는 유사한 관심사와 가치관을 가진 다른 그룹에 배치된다. 계급은 특정한 한 사람과 관련되는 것이 아니라 특정한 역할과 관련된다는 점에서 특별하다.
마르크스주의자들은 "문명화된" 사회의 역사를 생산을 통제하는 자들과 사회의 재화나 용역을 생산하는 자들 사이의 계급 전쟁의 관점에서 설명한다. 자본주의에 대한 마르크스주의적 관점에서, 이것은 자본가(부르주아지)와 임금노동자(프롤레타리아트) 사이의 갈등이다. 맑스주의자들에게 계급 적대는 사회적 생산에 대한 통제가 필연적으로 재화를 생산하는 계급에 대한 통제를 수반한다는 상황―자본주의에서 이것은 부르주아지에 의한 노동자 착취―에 뿌리를 두고 있다.
더 나아가 "근대 문명이 완전히 발달한 나라들에서는 새로운 쁘띠 부르주아 계급이 형성되었다."  "자본가의 지휘 아래 있는 노동자들의 산업 군대는 실제 군대와 마찬가지로 장교(관리자)와 하사관(감독, 감시자)을 필요로 하며, 이들은 일이 수행되는 동안 자본가의 이름으로 명령한다."
마르크스는 부르주아지가 부의 축적 지점에 도달함에 따라 지배 계급으로서 자신의 이익에 따라 정치 제도와 사회를 형성할 수 있는 충분한 권력을 보유하고 있다고 주장한다. 그런 다음 마르크스는 비엘리트 계급이 그들의 수가 많기 때문에 엘리트를 타도하고 평등한 사회를 만들 힘이 있다고 주장한다.
마르크스 자신은 『공산당 선언』에서 자본주의 체제를 사회주의로 대체하고, 계급 체제를 뒷받침하는 사회적 관계를 변화시킨 다음, "각자의 자유로운 발전이 모두의 자유로운 발전을 위한 조건"인 미래의 공산주의 사회로 발전하는 것이 프롤레타리아트 자신의 목표라고 주장했다. 이것은 이윤보다는 인간의 필요가 생산의 동기가 되는 계급 없는 사회의 시작을 의미할 것이다. 민주적 통제와 사용을 위한 생산이 있는 사회에서는 계급도 없고 국가도 없을 것이며, 금융기관과 금융기관과 화폐도 필요 없을 것이다.
이 이론가들은 이 이분법적 계급 체계를 가져다가 모순된 계급 위치, 즉 프롤레타리아트와 부르주아지의 두 계급 사이에 있는 다양한 계급 위치에서 개인이 고용될 수 있다는 생각을 포함하도록 확장했다. 에릭 올린 라이트(Erik Olin Wright)는 계급 정의가 여러 계급과 동일시되거나, 다른 계급의 사람들과 가족적 유대를 갖거나, 일시적인 리더십 역할을 함으로써 더 다양하고 정교해진다고 말했다.

### 베버
본문: Three-component theory of stratification
막스 베버(Max Weber)는 사회 계급을 "계급", "지위" 및 "권력" 사이의 상호 작용에서 발생하는 것으로 보는 계층화의 세 가지 구성 요소 이론을 공식화했다. 베버는 계급적 지위는 생산수단에 대한 개인의 관계에 의해 결정되는 반면, 지위 또는 "지위"는 명예나 명성의 평가에서 나온다고 믿었다.
베버는 계급을 공통의 목표와 기회를 가진 사람들의 집단으로 본다. 즉, 각 계급을 서로 구분하는 것은 자신의 재화와 서비스를 통해 시장에서의 가치이다. 이것은 재산 및 전문 지식과 같은 자산을 통해 계급 간의 격차를 만든다.
베버는 여러 나라의 사회구조를 살펴봄으로써 사회계층화에 대한 그의 주요 개념들을 도출했다. 그는 마르크스의 이론과는 반대로, 계층화는 단순히 자본의 소유 이상의 것에 기초하고 있다고 지적했다. 베버는 일부 귀족 계급은 경제적 부는 부족하지만 그럼에도 불구하고 정치적 권력을 가질 수 있다고 지적했다. 마찬가지로 유럽에서도 많은 부유한 유태인 가정은 "교구 집단"의 일원으로 여겨졌기 때문에 명성과 명예가 부족했다.
- 계급: 한 사회에서 개인의 경제적 지위. 베버는 이것을 계층화의 최고 요인으로 않는다는 점에서 마르크스와 다르다. 베버는 기업이나 산업의 경영자들이 자신들이 소유하지 않은 기업을 어떻게 통제하는지에 주목했다.
- 지위: 한 사회에서 개인의 명성, 사회적 명예 또는 인기. 베버는 정치권력이 자본가치에만 뿌리를 두는 것이 아니라 지위에 뿌리를 두고 있다고 지적했다. 예를 들어, 시인과 성인은 종종 경제적 가치가 거의 없지만 사회에 막대한 영향력을 행사할 수 있다.
- 권력: 다른 사람의 저항에도 불구하고 자신의 뜻을 관철할 수 있는 능력. 예를 들어, 연방수사국(FBI) 직원이나 미국 의회 의원과 같은 공직에 종사하는 개인은 재산이나 지위가 거의 없을 수 있지만 여전히 막대한 권력을 가지고 있다.

### 부르디외
본문: Bourdieu § 자본론과 계급 구분
부르디외에게 있어서 어떤 사람의 사회적 계층에서의 위치는 베버의 사회학에서 동등한 것보다 더 모호하다. 부르디외는 그가 자본의 유형이라고 부르는 것에 대한 일련의 개념들을 소개했다. 이러한 유형은 화폐로 전환되고 사유 재산으로 확보되는 형태의 자산인 경제적 자본이었다. 이러한 유형의 자본은 부르디외가 도입한 문화적으로 구성된 다른 유형의 자본과 분리되어 있다: 개인의 문화적 자본(정규 교육, 지식); 객관적인 문화 자본 (책, 예술); 그리고 제도화된 문화 자본(명예와 칭호).

### 그레이트 브리티시 클래스 서베이
본문: Great British Class Survey
2013년 4월 2일, BBC Lab UK가 학계 전문가들과 공동으로 개발하여 사회학 저널에 게재할 예정인 설문조사 결과]가 온라인에 게재되었다.  발표된 결과는 영국 거주자 160,000명을 대상으로 한 설문조사를 기반으로 하며, 대부분이 영국에 거주하며 자신을 "백인"으로 묘사했다. 계급은 보고된 경제적, 문화적, 사회적 자원의 양과 종류에 따라 정의되고 측정되었다. 경제적 자본은 소득과 자산으로 정의되었다. 문화적 관심과 활동의 양과 유형으로서의 문화자본; 사회적 자본은 친구, 가족, 개인 및 비즈니스 접촉의 양과 사회적 지위이다.  이 이론적 틀은 1979년 사회적 구별 이론을 처음 발표한 Pierre Bourdieu에 의해 개발되었다.

### 3단계 경제 계급 모델
오늘날 사회 계급의 개념은 종종 세 가지 일반적인 경제적 범주를 가정합니다 : 생산 수단을 소유하고 통제하는 매우 부유하고 강력한 상류 계급; 전문직 종사자, 소상공인 및 하급 관리자의 중산층; 그리고 생계를 위해 저임금 일자리에 의존하고 빈곤을 경험하는 하층 계급.

### 상류층
본문: Upper class
참조: 엘리트, 귀족, 과두제, 재계 거물, 지배 계급
상류층은 부유하거나, 잘 태어났거나, 권력이 있거나, 이들의 조합으로 구성된 사회 계급이다. 그들은 대개 가장 큰 정치 권력을 휘두른다. 일부 국가에서는 부만으로도 상류층으로 진입할 수 있다. 다른 곳에서는 특정 귀족 혈통으로 태어나거나 결혼 한 사람들 만이 상류층의 구성원으로 간주되며 상업 활동을 통해 큰 부를 얻은 사람들은 귀족에 의해 신흥 부자로 멸시된다.  예를 들어 영국에서는 상류층이 귀족과 왕족이며 부는 계급 지위에서 덜 중요한 역할을 한다. 많은 귀족 동료 또는 직위에는 직위 보유자 (예 : 브리스톨 백작)와 그의 가족이 집의 관리인이지만 소유자는 아닌 좌석이 부착되어 있다. 이들 중 다수는 높은 지출을 요구하므로 일반적으로 부가 필요하다. 많은 귀족 동료와 그들의 집은 토지, 임대료 또는 기타 부의 원천에서 생성 된 돈으로 소유권 보유자가 소유하고 운영하는 부동산의 일부이다. 그러나 귀족이나 왕족이 없는 미국에서는 조상의 부를 가진 미국인이나 유럽계 귀족을 제외한 상류층의 지위를 언론에서 극단적 부자, 이른바 '슈퍼 리치'라고 부르지만, 미국에서도 옛 가문의 재산을 가진 사람들이 사업을 통해 돈을 모은 사람들을 얕잡아 보는 경향이 있다. 새 돈과 오래된 돈 사이의 투쟁.
상류층은 일반적으로 인구의 가장 부유한 1-2%에 속한다. 상류 계급의 구성원은 종종 그 안에서 태어나며 재산의 형태로 세대에서 세대로 전달되는 막대한 부로 구별된다.  몇 가지 새로운 사회 및 정치 이론에 따르면 상류층은 전체 사회 부의 거의 87%를 차지하는 사회에서 가장 부유한 10분위 그룹으로 구성된다.

### 중산층
본문 : 중산층, 상류층, 하류층, 부르주아
참조 : 중산층 스퀴즈
중산층은 세 가지 범주 중 가장 경쟁이 치열한 계층으로, 현대 사회에서 사회 경제적으로 하층 계급과 상류 계급 사이에 속하는 광범위한 사람들인다.  이 용어의 논쟁 중 하나는 미국에서 "중산층"이 매우 광범위하게 적용되고 다른 곳에서는 노동 계급으로 간주되는 사람들을 포함한다는 것이다. 중산층 노동자는 때때로 "사무직 노동자"라고 불린다.
랄프 다렌도르프(Ralf Dahrendorf)와 같은 이론가들은 현대 서구 사회에서 중산층이 확대되는 경향, 특히 기술 경제에서 교육받은 노동력의 필요성과 관련하여 주목했다. 종속 이론과 같은 세계화와 신식민주의에 관한 관점은 이것이 저임금 노동이 개발도상국과 제3세계로 이동했기 때문이라고 제안한다.
중산층은 빈곤선보다 훨씬 더 많은 급여를 받는 직업을 가진 사람들의 그룹이다. 이러한 유형의 직업의 예로는 공장 노동자, 판매원, 교사, 요리사 및 간호사가 있다. 일부 학자들은 모든 사회에서 중산층의 규모가 동일하다고 가정하는 새로운 경향을 보인다. 예를 들어, 이익 이론의 역설에서 중산층은 전체 사회 부의 거의 12%를 차지하는 6-9분위 그룹에 속하는 사람들인다.

### 하층민
본문: 노동계급과 프롤레타리아트
하층 계급 (때로는 노동 계급으로 묘사 됨)은 경제적 안정이 거의 없는 저임금 직업에 고용된 사람들인다. "하층민"이라는 용어는 또한 저소득층을 지칭한다.
노동 계급은 때때로 고용되어 있지만 재정적 안정이 부족한 사람들 ( "노동 빈곤층")과 하층 계급 (장기 실업자 및 / 또는 노숙자, 특히 국가로부터 복지를받는 사람들)으로 나뉜다. 후자는 오늘날 마르크스주의 용어 "룸펜프롤레타리아트"와 유사한 것으로 간주된다. 그러나 마르크스가 글을 쓸 당시에 룸펜프롤레타리아트는 극심한 빈곤에 처한 사람들을 가리켰다. 노숙자와 같은.  노동 계급의 구성원은 때때로 블루 칼라 노동자라고 불린다.

## 계급적 입장의 결과
한 사람의 사회경제적 계급은 광범위한 영향을 미친다. 그것은 그들이 다닐 수 있는 학교, 그들의 건강 그들에게 열려 있는 일자리, 그들이 노동 시장을 떠날 때, 그들이 결혼할 수 있는 사람 경찰과 법원의 대우를 결정할 수 있다.
앵거스 디턴(Angus Deaton)과 앤 케이스(Anne Case)는 45세에서 54세 사이의 백인 중년 미국인 집단과 관련된 사망률과 계급과의 관계를 분석했다. 약물 남용으로 인한 자살과 사망이 이 특정 중산층 미국인 그룹에서 증가하고 있다. 이 그룹은 또한 만성 통증과 전반적인 건강 악화에 대한 보고가 증가한 것으로 기록되었다. 디턴과 케이스는 이러한 관찰을 통해 이들 백인 중년 미국인들이 빈곤과 싸우고 중산층과 하류층 사이에서 흔들리면서 느끼는 끊임없는 스트레스 때문에 이러한 긴장이 이 사람들에게 피해를 입히고 그들의 몸 전체에 영향을 미친다는 결론에 도달했다.
사회적 분류는 또한 그러한 계급이 참여하는 스포츠 활동을 결정할 수 있다. 상류층의 사람들은 스포츠 활동에 참여할 가능성이 더 높은 반면, 사회적 배경이 낮은 사람들은 스포츠에 참여할 가능성이 적는다. 그러나 상류층은 하류층과 관련이 있는 것으로 알려진 특정 스포츠에 참여하지 않는 경향이 있다.

### 사회적 특권
본문: Social privilege

### 학력
개인의 사회적 계급은 교육 기회에 상당한 영향을 미친다. 상류층 부모들은 자녀들을 더 나은 것으로 여겨지는 배타적인 학교에 보낼 수 있을 뿐만 아니라, 많은 지역에서 상류층 자녀들을 위한 국가 지원 학교는 국가가 하류층 자녀들에게 제공하는 학교들보다 훨씬 더 질이 높다.  이러한 좋은 학교의 부족은 세대 간 계급 분열을 영속화하는 요인 중 하나이다.
영국에서 계급 지위의 교육적 결과는 CCCS의 문화 연구 틀 및 특히 노동 계급 소녀와 관련하여 페미니스트 이론에 영감을 받은 학자들에 의해 논의되었다. 노동계급 소년에 관한 폴 윌리스의 1977년 저서 '노동을 배우다: 노동계급 아이들은 어떻게 노동계급 일자리를 얻는가'는 영국 문화연구 분야에서 지식 습득에 대한 그들의 반감에 대한 고전적인 논의로 여겨진다.  베벌리 스케그스(Beverley Skeggs)는 《노동을 배우다》를 "문화적, 경제적 재생산 과정이 '젊은이들'의 힘들고 마초적인 노동 세계에 대한 축하에 의해 어떻게 가능해지는지"에 대한 "아이러니"에 대한 연구라고 설명했다.

### 건강과 영양
본문: Social determinants of health
개인의 사회적 계층은 종종 신체 건강, 적절한 의료 및 영양을 받을 수 있는 능력, 기대 수명에 영향을 미친다.
하층 계급의 사람들은 경제적 지위의 결과로 다양한 건강 문제를 경험한다. 그들은 의료 서비스를 자주 이용할 수 없으며, 일반적으로 훨씬 더 높은 비율의 건강 문제를 경험하는 경향이 있음에도 불구하고 의료 서비스를 이용할 때 품질이 낮다. 하층 가정은 유아 사망률, 암, 심혈관 질환 및 신체 부상 장애의 비율이 더 높다. 또한 가난한 사람들은 훨씬 더 위험한 조건에서 일하는 경향이 있지만 일반적으로 중산층 및 상류층 근로자에 비해 훨씬 적은 건강 보험을 가지고 있다.

### 고용
한 사람의 직업 조건은 계급에 따라 크게 다르다. 중상류층과 중산층은 직업에서 더 큰 자유를 누린다. 그들은 일반적으로 더 존경 받고, 더 많은 다양성을 누리며, 어느 정도 권위를 발휘할 수 있다.  하층 계급에 속한 사람들은 소외감을 더 많이 느끼고 전반적으로 업무 만족도가 낮은 경향이 있다. 작업장의 물리적 조건은 계층마다 크게 다르다. 중산층 노동자들은 "소외된 조건"이나 "직업 만족도 부족"을 겪을 수 있는 반면, 블루칼라 노동자들은 소외되고 종종 일상적인 노동으로 인해 명백한 신체적 건강 위험, 부상, 심지어 사망에 이르는 경향이 더 크다.
영국의 2015년 사회 이동성 위원회(Social Mobility Commission)의 정부 연구에 따르면 영국 사회에는 능력이 떨어지지만 부유한 배경을 가진 사람들이 사회적 사다리에서 미끄러지는 것을 막는 "유리 바닥"이 존재한다고 한다. 이 보고서는 똑똑하고 가난한 아이들보다 덜 유능하고 더 잘 사는 아이들이 고소득자가 될 가능성이 35% 더 높다고 제안했다.

## 계급 갈등
본문: Class conflict
계급 투쟁이라고 불리는 계급 갈등은 서로 다른 계급의 사람들 사이의 경쟁하는 사회 경제적 이익과 욕망으로 인해 사회에 존재하는 긴장 또는 적대감이다.
마르크스에게 계급사회의 역사는 계급갈등의 역사였다. 그는 부르주아지의 성공적인 부상과 자본주의 경제를 지탱하는 부르주아지의 권리를 확보하는 데 혁명적 폭력―계급 갈등의 고조된 형태―의 필요성을 지적했다.
마르크스는 자본주의에 내재된 착취와 빈곤이 계급 갈등의 선재적 형태라고 믿었다. 마르크스는 부와 정치권력의 공평한 분배를 위해 임금노동자들이 반란을 일으켜야 한다고 믿었다.

## 계급 없는 사회
본문: 계급 없는 사회
"계급 없는" 사회는 아무도 사회 계급으로 태어나지 않는 사회이다. 부, 소득, 교육, 문화 또는 사회적 관계망의 구별이 발생할 수 있으며 그러한 사회에서의 개인의 경험과 성취에 의해서만 결정될 것이다.
이러한 구분을 피하기는 어렵기 때문에, 계급 없는 사회의 옹호자들(아나키스트나 공산주의자 등)은 계급 없는 사회를 성취하고 유지하기 위한 다양한 수단들을 제안하며, 그들의 전반적인 강령/철학의 목적으로서 계급 없는 사회에 다양한 정도의 중요성을 부여한다.

## 민족과 계급의 관계
추가 정보: 인종 불평등
인종 및 기타 대규모 집단 구성도 계급 순위에 영향을 미칠 수 있다. 특정 민족 집단을 계급적 지위와 연관시키는 것은 많은 사회에서 일반적이며 인종과도 관련이 있다.  계급과 민족은 개인이나 공동체의 사회경제적 지위에 영향을 미칠 수 있으며, 이는 다시 일자리 가용성과 이용 가능한 보건 및 교육의 질을 포함한 모든 것에 영향을 미칠 수 있다.  개인에게 붙여진 꼬리표는 다른 사람들이 그들을 인식하는 방식을 변화시키며, 낙인과 관련된 여러 꼬리표가 결합되어 낙인의 사회적 결과를 악화시킨다.
정복 또는 내부 민족 분화의 결과로, 지배 계급은 종종 인종적으로 동질적이며 일부 사회의 특정 인종 또는 민족 집단은 법적 또는 관습적으로 특정 계급 지위를 차지하는 것으로 제한된다. 어떤 민족이 상류층 또는 하류층에 속하는 것으로 간주되는지는 사회마다 다르다.
현대 사회에서는 아프리카의 카스트 제도, 인종 차별 정책, 일본 사회에서의 부라쿠민의 위치, 라틴 아메리카의 카스타 제도 등 민족과 계급 사이에 엄격한 법적 연관성이 그려져 있다.

## 같이 보기
- 계급의식
- 계급투쟁
- 계급사회
- 사회 계층
- 신분 제도
- 3S 정책